# Lipowo (osada w powiecie ostródzkim)
Lipowo (niem.: Gut Leip) – osada w Polsce, położona w województwie warmińsko-mazurskim, w powiecie ostródzkim, w gminie Ostróda.
W latach 1975–1998 miejscowość administracyjnie należała do województwa olsztyńskiego.